# Carl Eduard Schünemann (Verleger, 1924)
Carl Eduard Max Schünemann (* 2. Februar 1924; † 30. Juni 2019 in Bremen) war ein deutscher Buch- und Zeitungsverleger, Kunstsammler und Mäzen.
Fast zeitgleich mit seinem Cousin Carl Fritz Schünemann (1926–2007) trat er 1954 in die Geschäftsführung des Unternehmens Druck- und Verlagshaus Carl Ed. Schünemann KG ein. Beide waren Ururenkel des Firmengründers Carl Heinrich Schünemann. Sie bildeten mit ihren Vätern Carl Eduard Schünemann II und Walther Schünemann das Führungsquartett für den Verlag, die Druckerei und die grafischen Betriebe.
Wegen des großen Erfolgs mit dem von Carl Eduard Schünemann II entwickelten und dann patentierten „Trini-Tiefdruck“ ging er das Wagnis ein, eine Druckerei im kanadischen Toronto aufzubauen, was an großen technischen und organisatorischen Problemen scheiterte.
Schünemann war ein großer Kunstsammler, der sich auf holländische Gemälde des 17. Jahrhunderts spezialisiert hatte. 2017 übereignete er seine Sammlung von 32 Gemälden der Bremer Kunsthalle. Die Sammlung ist die umfangreichste Gruppe alter Meister, die der Kunstverein Bremen als Träger der Kunsthalle seit seiner Gründung im Jahr 1823 erhalten hat.
Seine Enkeltochter Julia Kracht-Schünemann leitet seit 1978 zusammen mit ihrem Cousin Heinrich Schünemann das Unternehmen.